# إدي ديفيس (مخرج)
إدي ديفيس (بالإنجليزية: Eddie Davis)‏ هو مخرج أمريكي، (و. 1903  م).

## وصلات خارجية
- إدي ديفيس على موقع IMDb (الإنجليزية)
- إدي ديفيس على موقع ألو سيني (الفرنسية)
- إدي ديفيس على موقع أول موفي (الإنجليزية)
- إدي ديفيس على موقع قاعدة بيانات الأفلام السويدية (السويدية)
- إدي ديفيس على موقع قاعدة بيانات الفيلم (الإنجليزية)
- إدي ديفيس على موقع كينوبويسك (الروسية)
- إدي ديفيس على موقع كينوبويسك (الروسية)